# Stolz und Leidenschaft
Stolz und Leidenschaft (Originaltitel: The Pride and the Passion) ist ein US-amerikanischer Abenteuerfilm von Stanley Kramer aus dem Jahr 1957 mit Cary Grant, Frank Sinatra und Sophia Loren in den Hauptrollen. Als literarische Vorlage diente der Roman Die Kanone (The Gun, 1933) von Cecil Scott Forester.

## Handlung
Als sich im Jahr 1810 die spanische Armee vor den herannahenden Truppen Napoleons zurückzieht, wird eine mächtige Kanone der Artillerie zurückgelassen. Als sie von Einheimischen gefunden wird, will sie der in Spanien eingetroffene britische Marineoffizier Anthony Trumbull beschlagnahmen. Miguel, der Anführer der spanischen Rebellen, den sogenannten Guerilleros, besteht jedoch darauf, die Kanone im Freiheitskampf gegen die Franzosen einzusetzen und zuallererst seine Heimatstadt Ávila von der Besatzungsmacht zu befreien. Da Trumbull weit und breit der Einzige ist, der weiß, wie die Kanone abgefeuert wird, sieht sich Miguel gezwungen, sich von Trumbull auf dem 1000 Kilometer langen Weg bis Ávila begleiten zu lassen. Zudem sind an die 200 Bauern vonnöten, um das tonnenschwere Geschütz vorwärtszubewegen. Ein Fluss stellt schon bald ein besonders schwieriges Hindernis dar. Beim Versuch, die Kanone mit einem riesigen Floß ans andere Ufer zu transportieren, wird sie vom Fluss erfasst und gegen Felsen gespült. Um die Kanone zu bergen, geht Miguel in eine nahegelegene Stierkampfarena und fordert die Massen an Zuschauern auf, ihm zu helfen.
Nachdem die Kanone mit vereinten Kräften aus dem Fluss geborgen werden konnte, treffen die Rebellen auf ein Feldlager der Franzosen. Da Miguel keinen großen Umweg gehen und lieber direkt, wenn nötig kämpfend, an den französischen Soldaten vorbeiziehen will, obwohl diese in der Überzahl sind, geraten er und Trumbull in Streit. Zudem fühlt sich Trumbull zu Miguels Gefährtin Juana hingezogen, was die Spannung zwischen beiden Männern zusätzlich verstärkt, zumal sich auch Juana für Trumbull zu interessieren beginnt. Sie ist es auch, die Trumbull schließlich überredet, an der Attacke gegen die Franzosen teilzunehmen. Nach ihrem Sieg ist Trumbull entsetzt, als Miguel zwei gefangen genommene Soldaten hinrichten lässt. Infolgedessen erzählt Juana Trumbull, dass der in Ávila befehlshabende General Jouvet sie einst begehrt und gedroht habe, ihre Familie umzubringen, sollte sie seinen Wünschen nicht nachkommen. Obwohl sie nachgegeben habe, habe Jouvet ihre Familie dennoch hinrichten lassen. Sie sei daraufhin in die Berge geflüchtet und habe erst wieder zu leben begonnen, als sie Miguel traf. Trumbull gibt Juana einen Kuss und will weiter für die Sache der Rebellen kämpfen, um so auch Juanas Leben zu schützen.
Beim nächsten Halt überfallen die Rebellen ein Dorf und rauben den Einwohnern sämtliche Essensvorräte. Aufgrund dessen kommt es zwischen Trumbull und Miguels Gefolgsmann Carlos zu einem Messerkampf, bei dem Carlos schließlich stirbt. Als sich eine Kompanie französischer Infanterie auf ihrer Marschroute befindet, sprengen Trumbull und ein junger Rebell namens Jose eine Brücke in die Luft, sodass die gesamte Kompanie außer Gefecht gesetzt wird. Juana und Trumbull kommen sich daraufhin erneut näher. An einem engen Bergpass werden die Rebellen von französischen Truppen beschossen, worauf die Kanone einen Berg hinabrollt und zu Schaden kommt. In einem nahegelegenen Dorf verstecken sie die Kanone in einer Kirche, um sie dort unbehelligt zu reparieren.

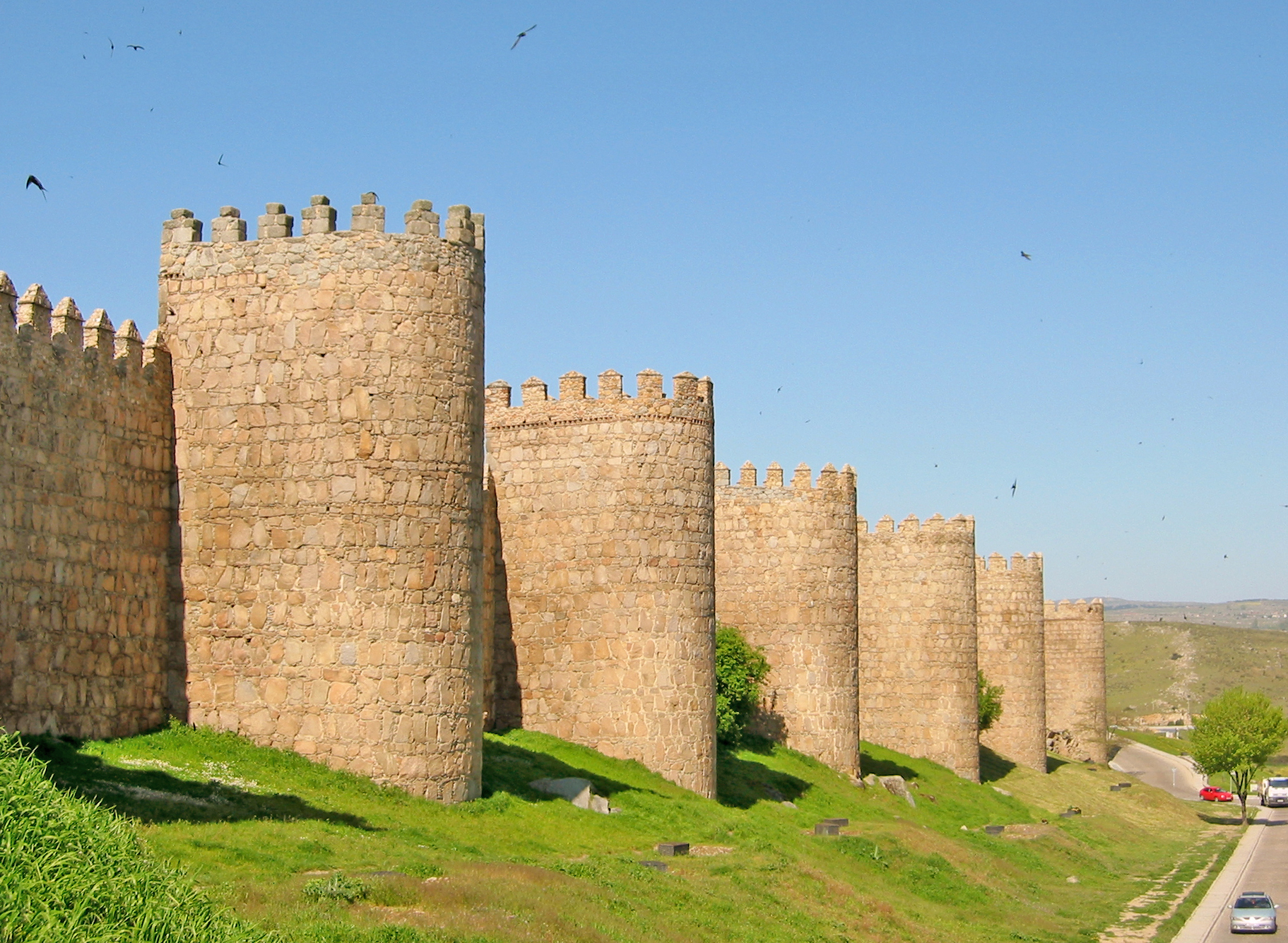
Die Mauern von Ávila, das Ziel der Reise und Schauplatz des letzten Gefechts

Als sie Ávila endlich erreichen, umfasst ihr Gefolge an die 10.000 Bauern. Am nächsten Morgen schießen sie mit der Kanone ein großes Loch in die Mauer der Stadt, die nun im Sturm von den Rebellen eingenommen wird. Viele der Bauern sterben, auch Juana wird niedergestreckt. Als Trumbull sie findet, gesteht sie ihm mit ihren letzten Worten ihre Liebe. Miguel liegt bereits tot vor den Mauern der Stadt. Trumbull trägt ihn bis zum Zentrum Ávilas und legt den leblosen Körper zu Füßen der Statue der Heiligen Teresa. Zusammen mit den verbliebenen Bauern, die die Kanone hinter ihm herziehen, verlässt Trumbull die Stadt.

## Hintergrund
Regisseur Stanley Kramer bezeichnete die Produktion von Stolz und Leidenschaft später als die schwierigste und enttäuschendste Erfahrung seiner Karriere. Für das verheiratete Autorenduo Edna und Edward Anhalt bedeutete der Film die letzte gemeinsame Arbeit. Noch bevor beide Autoren ein fertiges Drehbuch abliefern konnten, gingen sie getrennte Wege und weigerten sich, weiter zusammenzuarbeiten, weshalb Kramer immer wieder zwischen ihnen vermitteln musste. Wenig später ließen sie sich scheiden.
Auch die Besetzung des Films gestaltete sich schwierig. Während Cary Grant von Anfang an für die Rolle des Anthony Trumbull feststand, sollte ursprünglich Marlon Brando den Miguel spielen. Da Brando jedoch das Drehbuch ablehnte, entschied sich Kramer für Frank Sinatra. Kramer sah zudem Ava Gardner, die seinerzeit mit Sinatra verheiratet war, für die Rolle der Juana vor. Sie war jedoch mit dem Dreh von Die kleine Hütte (1957) anderweitig gebunden. Auch Gina Lollobrigida war zeitweilig für die weibliche Hauptrolle im Gespräch, drehte aber bereits Trapez (1956) mit Burt Lancaster und Tony Curtis. Der italienische Filmproduzent Carlo Ponti überzeugte Kramer daraufhin, seine neueste Entdeckung, Sophia Loren, als Juana zu besetzen. Stolz und Leidenschaft wurde so Lorens erster englischsprachiger Film. Ihre Englischkenntnisse waren 1956 noch sehr begrenzt, weshalb sie zusätzliches Sprachtraining erhielt. Vor allem Cary Grant hatte zunächst Vorbehalte gegenüber der unerfahrenen jungen Schauspielerin. Während des Drehs jedoch verliebte sich Grant in Loren und machte ihr einen Heiratsantrag, obwohl er mit Betsy Drake verheiratet und Loren mit Ponti liiert war.

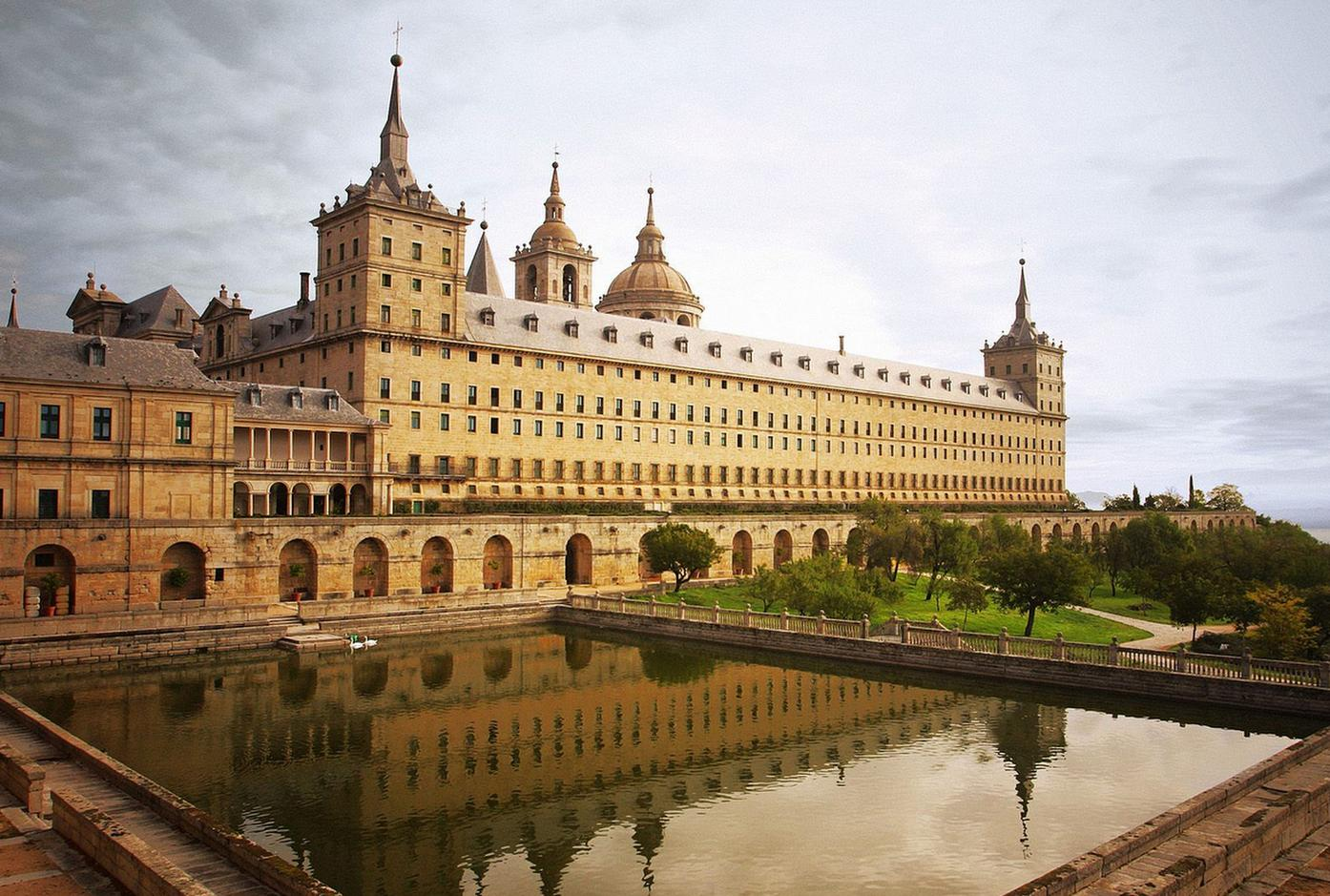
Die Klosteranlage von San Lorenzo de El Escorial, ein weiterer Drehort des Films

Die Dreharbeiten fanden von Mitte April bis Ende September 1956 in Spanien statt. Zu den mehr als zwanzig verschiedenen Drehorten gehörten unter anderem Ávila, Granada, Hoyo de Manzanares, das Kloster in San Lorenzo de El Escorial, Santiago de Compostela, Segovia, Sevilla, Valdemoro und Toledo. Der Autobiografie von Stanley Kramer zufolge musste sich dieser extra eine Drehgenehmigung von Spaniens damaligem Diktator Francisco Franco bei einem persönlichen Treffen beschaffen. Für Massenszenen wurden vor Ort tausende spanische Statisten engagiert, die häufig durch eifriges Winken in die Kameras die Dreharbeiten verzögerten. Für die große Kanone, die im Film zum Einsatz kommt, wurden drei verschiedene Modelle benutzt. Ihr Transport über das unwegsame Gelände der Drehorte erwies sich als besonders schwierig. Zudem stellten die Geschütze mit ihren echten Schüssen eine Bedrohung für Stab und Besetzung dar. Von Januar bis Februar 1957 wurden innerhalb von zehn Tagen einzelne Szenen in den kalifornischen Universal Studios nachgedreht. Laut Kramer war ein Nachdreh nötig geworden, da Frank Sinatra die Dreharbeiten in Spanien aus persönlichen Gründen vorzeitig verlassen hatte und Szenen mit ihm daher nicht realisiert werden konnten.
Stolz und Leidenschaft wurde am 28. Juni 1957 gleichzeitig in New York, Los Angeles und Chicago uraufgeführt. Am 20. Dezember 1957 wurde der Abenteuerfilm erstmals in den deutschen Kinos gezeigt. 2004 erschien der Film auf DVD.

## Kritiken
Das Lexikon des internationalen Films bezeichnete Stolz und Leidenschaft als „[h]istorisch unzulängliches, aber aufwendig inszeniertes Abenteuerspektakel“. Für Cinema war der Film „[s]chön anzuschaun, aber witzlos“. Das Ergebnis sei „[a]ufwändig inszeniert, aber inhaltlich dürftig“. Prisma zufolge habe der Film „einige gute Szenen“. Die Starbesetzung wirke jedoch „in den historischen Kostümen eher lächerlich“.
Bosley Crowther von New York Times nannte den Film „eine schwülstige Abenteuergeschichte“. Die Actionszenen seien „spektakulär“ realisiert worden, doch fehle es dem Film an „menschlicher Tiefe“. Variety war ebenfalls nur von der aufwändigen Produktion beeindruckt. Der Filmkritiker Leonard Maltin sprach rückblickend von einem „fehlbesetzten Actionfilm“. Auch er kam zu dem Schluss, dass einige Szenen „imposant“ seien, der Film jedoch insgesamt eher „lächerlich“ daherkomme.

## Auszeichnungen
Im Jahr 1958 war Regisseur Stanley Kramer für den Directors Guild of America Award nominiert, den letztlich David Lean für Die Brücke am Kwai gewann.

## Deutsche Fassung
Die deutsche Synchronfassung entstand 1957 in Berlin.
| Rolle                  | Darsteller       | Synchronsprecher |
| ---------------------- | ---------------- | ---------------- |
| Capt. Anthony Trumbull | Cary Grant       | Paul Klinger     |
| Miguel                 | Frank Sinatra    | Wolfgang Kieling |
| Juana                  | Sophia Loren     | Edith Schneider  |
| General Jouvet         | Theodore Bikel   | Werner Peters    |
| Sermaine               | John Wengraf     | Erich Fiedler    |
| Ballinger              | Jay Novello      | Klaus Miedel     |
| Carlos                 | José Nieto       | Friedrich Joloff |
| Jose                   | Carlos Larrañaga | Herbert Stass    |